# Exechia bicincta
Exechia bicincta är en tvåvingeart som först beskrevs av Rasmus Carl Staeger 1840.  Exechia bicincta ingår i släktet Exechia och familjen svampmyggor. Arten är reproducerande i Sverige. Inga underarter finns listade i Catalogue of Life.